# Jimmy Dawkins
Jimmy Dawkins — студійний альбом блюзового співака і гітариста Джиммі Докінса, випущений французьким лейблом Vogue Records в 1971 році. Альбом був записаний у Парижі під час європейського туру Докінса. У записі взяли участь французькі музиканти, а також гітарист Мікі Бейкер.

## Список композицій
1. «The Way She Walks»  — 4:30
2. «Lick for Licks»  — 4:19
3. «Don't Bring Me Your Troubles, Baby»  — 6:22
4. «I Wonder Why You Do Things You Do to Me»  — 4:05
5. «Let Me Have My Way»  — 4:39
6. «Chicago on My Mind»  — 7:53
7. «I've Been Walking All Night Long»  — 3:14
8. «Blues in the Ghetto»  — 3:14
9. «Out of Business»  — 5:23
10. «Low Down Dirty Dog»  — 3:45

## Учасники запису
- Джиммі Докінс — гітара і вокал
- Мікі Бейкер — гітара
- Джордж Арванітас — орган
- Джекі Сенсон — контрабас
- Мішель Дені — ударні